# ویدت (جورجیا)
ویدت، جورجیا (به انگلیسی: Vidette, Georgia) یک شهر در ایالات متحده آمریکا با جمعیت ۱۱۲ نفر است که در جورجیا واقع شده‌است.

## موقعیت جغرافیایی
موقعیت جغرافیایی شهرها و مناطق اطراف به شرح زیر است: